# Pospešeno gibanje
Pospešêno gíbanje je takšno gibanje, pri katerem se hitrost telesa s časom spreminja po velikosti ali po smeri, pospešek pa je različen od nič. Poseben primer pospešenega gibanja, pri katerem se pospešek s časom ne spreminja, je enakomerno pospešeno gibanje. Zgleda za pospešeno gibanje sta kroženje in prosti pad.
Gibanje opisuje veja mehanike, imenovana kinematika.